# Meinhard Classen
Meinhard Classen (* 12. August 1936 in Rheydt; † 6. Oktober 2019 in Wien) war ein deutscher Internist, der sich vor allem auf Gastroenterologie spezialisiert hatte. Er war Chefarzt in Hamburg und hatte einen Lehrstuhl in Frankfurt am Main inne.

## Leben
Classen studierte von 1956 bis 1962 Humanmedizin in Bonn, Freiburg im Breisgau und in Wien, 1962 wurde er an der Universität Bonn zum Dr. med. promoviert. 1970 habilitierte er sich an der Universität Erlangen und ging danach als leitender Oberarzt an das Universitätsklinikum Erlangen, wo er bis 1974 blieb. Danach wechselte er als Chefarzt der Medizinischen Klinik an das Allgemeine Krankenhaus Hamburg-Barmbek und blieb dort bis 1979. Von 1979 bis 1984 war er Ordinarius für Innere Medizin an der Johann Wolfgang Goethe-Universität Frankfurt am Main und am Klinikum Rechts der Isar tätig, danach bis 2002 an der Technischen Universität München. Er war Mitglied der KDB Sigfridia Bonn.
Neben seiner praktischen und wissenschaftlichen Tätigkeit war Classen aktiv in mehreren Funktionen in mehreren wissenschaftlichen Gesellschaften und Gremien. 1980 war er Präsident des Europäischen Kongresses für Endoskopie und zugleich Vizepräsident der Europäischen Gesellschaft für Endoskopie – ESGE. 1987 wurde er Präsident der Deutschen Gesellschaft für Verdauungs- und Stoffwechselkrankheiten. 1994 war er Präsident der Deutschen Gesellschaft für Innere Medizin (DGIM) und des 100. Kongresses der DGIM. 1990 bis 1997 war Classen zudem Vizepräsident der World Organisation of Digestive Endoscopy – OMED und parallel von 1990 bis 1998 Generalsekretär der World Organisation of Gastroenterology – OMGE sowie danach bis 2002 Präsident der OMGE.

## Wirken
Nach eigenen Angaben umfasste ein bedeutender Teil der Arbeiten Classens die Weiterentwicklung der Endoskopie. Er führte die endoskopisch-radiologische Darstellung des Pankreas- und Gallengangs (Endoskopisch retrograde Cholangiopankreatikographie, ERCP) ein und führte als erster eine endoskopische Papillotomie (EPT) durch. Diese Gewebeentfernung ist heute eine Standardbehandlung bei Steinen, Stenosen und Tumoren des Gallengangssystems und des Pankreasgangs. Zudem war er prägend für die Entwicklung der Endoskopie als therapeutische Disziplin. Darüber hinaus beschäftigte sich Classen mit den Tumoren des Verdauungstrakts. 1995 gründete er die Gastroenterology Foundation e. V., mit deren Hilfe er gastroenterologische Trainingszentren in zahlreichen Ländern aufbauen wollte. Mit Sidney Winawer aus New York City gründete er zudem 2002 die International Digestive Cancer Alliance, die eine größere Wahrnehmung der Krebserkrankungen der Verdauungsorgane zum Ziel hatte. Seit 2002 organisierte er zahlreiche Kampagnen gegen Darmkrebs in Europa und weltweit und war Mitinitiator der Studie „Large Trial in Linqu County/China“ zur Verhütung von Magenkrebs.

## Ehrungen und Auszeichnungen
- 1970: Schindlerpreis der Europäischen Gesellschaft für Endoskopie
- 1973: Thannhauser-Preis der Deutschen Gesellschaft für Verdauungs- und Stoffwechselkrankheiten
- 1991: Mitglied der Deutschen Akademie der Naturforscher Leopoldina
- 1995: Bundesverdienstkreuz 1. Klasse der Bundesrepublik Deutschland
- 1995: Goldener Ehrenpreis der Bayerischen Internisten (Ehrennadel)
- 2000: Bayerischer Verdienstorden
- 2003: Ehrenkreuz für Kunst und Wissenschaft I. Klasse der Republik Österreich
- 2006: Thannhauser-Medaille der Deutschen Gesellschaft für Verdauungs- und Stoffwechselkrankheiten
- 2007: Emeritus of Excellence der Technischen Universität München
- 2009: Gustav-von-Bergmann-Medaille der Deutschen Gesellschaft für Innere Medizin
- 2014: Auswärtiges Mitglied der Russischen Akademie der Wissenschaften.[4]

- Ehrendoktorwürden der Cerrapasha University Istanbul (1992), der Universität Alexandru Ioan Cuza Iași und der Universität Athen (beide 1996), der Universität Wrocław (2005) und der Karls-Universität Prag (2009)

## Veröffentlichungen (Auswahl)
Meinhard Classen war Autor und Mitautor zahlreicher Publikationen zur Gastroenterologie, darunter:
- Oszillographische Befunde bei organischen Nerven- und Gefässkrankheiten. (Dissertation) Bonn, 1962
- mit Ludwig Demling: Atlas of Enteroscopy Springer Verlag, Berlin und Heidelberg, 1975
- mit Thomas Rösch: Gastroenterologic endosonography. Thieme, Stuttgart 1992
- Internisten und Innere Medizin im 20. Jahrhundert. Festschrift aus Anlass des 100. Kongresses der Deutschen Gesellschaft für Innere Medizin, 1994
- mit Wolfgang E. Berdel (Hrsg.): Repetitorium Innere Medizin. Urban und Fischer, München und Jena 2003
- Differentialdiagnose auf einen Blick. Urban und Fischer, München und Jena 2002
- Gastroenterological endoscopy. Thieme, New York 2002